# Chilpachole
Le chilpachol, ou chilpachole, est un ragoût de fruits de mer originaire de la région de Sotavento, à Veracruz, au Mexique, devenu classique sur l'ensemble de la côte du golfe du Mexique.

## Description
Le chilpachole est préparé avec du poisson ou des fruits de mer, le plus traditionnel étant le crabe bleu, mieux connu sous le nom de jaiba. Le bouillon est préparé avec des tomates, des oignons et un piment séché (généralement ancho, chipotle ou guajillo), aromatisé avec de l'ail et de l'épazote, et épaissi avec de la masa.
Il est typique du Carême,, où les plats de viande cèdent la place aux poissons et aux fruits de mer. Il est considéré comme un classique de la gastronomie de Veracruz,, et son origine se trouverait dans la soupe aux fruits de mer française,. Le chilpachole s'en distingue cependant en ce qu'il ne comprend généralement pas de légumes, mais de la masa, qui lui donne une consistance similaire à celle de l'atole. Le chilpachole a la réputation d'être efficace contre la gueule de bois (familièrement appelée cruda au Mexique) après une nuit de fête.
Il est de préférence servi comme plat principal, mais il peut être mangé en entrée ou, dans certaines cantinas, comme en-cas.

## Terminologie
Selon Francisco Javier Santamaría, le nom vient du náhuatl chilli, « piment », et patzolli, « enchevêtré » ou « indiscipliné ».

## Variations
Différentes variétés de piments séchés sont utilisées, principalement les piments ancho, chipotle ou guajillo, ou une combinaison de deux ou trois d'entre eux. Certaines recettes comprennent également du chile de árbol ou du chile chilpaya (piquín), qui est plus piquant.
L'assaisonnement le plus utilisé pour parfumer le chilpachole est l'épazote, mais certaines recettes incluent également du poivre, de la cannelle ou du citron.
Le poisson utilisé doit être de préférence un poisson blanc comme le tilapia. Quant aux fruits de mer, il y a le choix entre les crevettes, les coquilles Saint-Jacques, les moules ou les palourdes. Un bon moyen d'enrichir le bouillon est d'utiliser le bouillon de cuisson des palourdes ou des moules, ou un bouillon de poisson.
Des boulettes de pâte, appelées chochoyotes, peuvent être proposées en accompagnement.